# Fabian Schaar
Fabian Schaar (Hoyerswerda, Saxònia, 13 de març de 1989) és un ciclista alemany especialista en pista.

## Palmarès
- 2006
  -  Campió d'Alemanya Júnior en Persecució
  -  Campió d'Alemanya Júnior en Persecució per equips
  - Vencedor d'una etapa de la Cursa de la Pau júnior
- 2007
  - Vencedor d'una etapa de la Cursa de la Pau júnior

### Resultats a laCopa del Món
- 2008-2009
  - 3r a Melbourne, en Madison